# お笑い芸人のCD一覧
お笑い芸人のCD一覧（おわらいげいにんのCDいちらん）は、お笑い芸人が歌唱し、CDシングル・アルバムとして発売された曲の一覧である。

## 単独作品

### あ行
- 明石家さんま
  - 明石家さんま#ディスコグラフィー参照
- いつもここから（山田一成、菊地秀規）
  - アルゴリズムたいそう&こうしん（2003年6月25日）
- 今田耕司
  - ナウ ロマンティック（1995年12月6日）「KOJI 1200」名義
  - アメリカ大好き! I AMERICA（1996年1月19日）「KOJI 1200」名義
  - アメリカ大リミックス!（1996年2月21日）「KOJI 1200」名義
  - DUET!!（1997年11月27日）「KOJI-12000」名義
  - ディスカスティング（1998年2月15日）「KOJI-12000」名義
- ウッチャンナンチャン（内村光良、南原清隆）
  - ウッチャンナンチャン#ディスコグラフィー参照
- エド・はるみ
  - グーグー Sun バ!（2008年8月27日）
- 大木こだま・ひびき（大木こだま、大木ひびき）
  - チ（2006年4月26日）
- おぎやはぎ（小木博明、矢作兼）
  - ケロロダンシング（2006年3月8日）
  - サンバ で 夏だ（2007年5月9日）

### か行
- ガレッジセール（川田広樹、ゴリ）
  - 天下無敵のゴーヤーマン☆（2001年10月31日）
  - Gaphia
  - GALAY
  - 松浦ゴリエ
  - ワンナイR&R#
- カンニング（竹山隆範、中島忠幸）
  - カンニングのヘイ・ユウ・ブルース（2004年10月21日）
- 麒麟（川島明、田村裕）
  - サイクリング リサイクル（2006年8月2日）「きりん」名義
- キングコング（西野亮廣、梶原雄太）
  - キングコング (お笑いコンビ)#関連作品を参照
- クマムシ (お笑いコンビ)
  - あったかいんだからぁ♪
- 小梅太夫
  - 小梅日記（2006年5月10日）
  - 小梅歳時記（2007年2月7日）
- ココリコ（遠藤章造、田中直樹）
  - 悲しみの夜明け（2001年5月23日）「遠藤章造と田中さん」名義
- 小島よしお
  - だいじょうぶスッポンポン・フレンド（2009年5月27日）
- 後藤輝基
  - COME ON BABY!（2012年7月18日）「GO☆TO」名義

### さ行
- 桜塚やっくん
  - ゲキマジムカツク（2006年7月19日）
  - 1000％ SOざくね?（2006年10月18日）
  - クリスマスター（2006年12月6日）
- 三瓶
  - SANPEI DAYS（2002年3月20日）
  - 三瓶のエブリデイ（2002年12月4日）
- 次長課長（河本準一、井上聡）
  - 晴れる道　～宇宙人（オメェら）に合わせる顔がねぇ!～（2006年5月31日）「JK」名義

### た行
- ダウンタウン（浜田雅功、松本人志）
  - ダウンタウン (お笑いコンビ)#作品参照
- 谷本賢一郎
  - 赤とんぼ/青空（2006年12月21日）
  - なまえ/うんじゅぬ島（2011年6月8日）
- ダンディ坂野
  - OH!NICE GET's!!（2003年5月28日）
  - ゲッツだぜ!（2003年9月24日）
- 長州小力
  - NIGHT OF FIRE/PLAY WITH THE NUMBERS（2005年12月14日）「HINOIチーム with コリッキー」名義
  - STICKY TRICKY AND BANG（2006年3月8日）「HINOIチーム with コリッキー」名義
- TIM（ゴルゴ松本、レッド吉田）
  - 命音頭（2002年7月17日）「ゴルゴ松本 with レッド吉田」名義
- 塚地武雅
  - イカ大王体操第2
- テツandトモ（テツ、トモ）
  - なんでだろう 〜こち亀バージョン〜（2003年2月5日）
  - テツandトモの「マンボ大漁節」ってなんでだろう（2003年6月18日）
  - 大田区でプロポーズ（2003年11月19日）
  - サイボウの不思議/最初から今まで（2004年8月18日）
  - おいら。（2005年7月21日）「哲智」名義
- 友近
  - Tokyo（2004年11月17日）
  - 倖せの求め方（2010年10月27日）堀内孝雄とのデュエット
  - 人生かぞえ歌（2012年5月16日）「水谷千重子」名義
- とんねるず

### な行
- 長井秀和
  - お話しさせていただきます。（2003年11月6日）
  - ウラメシ夜（2007年5月16日）
- 中川家（剛、礼二）
  - 大阪パラダイス（2006年6月21日）「玉緒&中川家」名義
- 2丁拳銃（小堀裕之、川谷修士）
  - 逢いたくて（1998年3月25日）
  - いつだって…（1998年8月26日）
  - 空を見上げて（1999年3月25日）
  - ラブソング（2000年3月23日）
  - 青色（2001年9月19日）
  - ラブロック（2001年10月24日）
  - 蛍光灯の虫（2004年8月25日）
  - 青春デストロイ（2005年3月10日）
  - ティラノサウルスをやっつけろ（2005年7月20日）
  - おしりフリフリ'66（2005年11月16日）
- 猫ひろし
  - 踊れ!ソーランパラパラ（2006年4月12日）「ソーランはっぴぃずと猫ひろし」名義
- ネプチューン（名倉潤、原田泰造、堀内健）
  - 君を探して（1998年11月6日）
  - 明日に向かって走れ!（1999年3月3日）
  - 上を向いて歩いてゆこう/日本人は胃腸が弱い（2000年6月21日）
  - 君とケツカッチン!（2000年9月20日）
  - イッショウケンメイ。（2001年11月14日）
  - ネプランド!（2002年8月28日）
- NON STYLE（石田明、井上裕介）
  - ニコニコチャンプ（2007年9月5日）

### は行
- 爆笑問題（太田光、田中裕二）
  - 爆笑問題のハッピー・タイム歳時記（1998年4月22日）
  - でたらめな歌（1999年12月1日）「爆チュー問題」名義
  - 爆チュー問題のでたらめろでぃ～（2001年6月1日）「爆チュー問題」名義
  - アララの呪文（2004年7月10日） 「ちびまる子ちゃんwith爆チュー問題」名義
- 波田陽区
  - ギター侍のうた（2004年11月17日）
  - ギター侍のうた弐～完全保存盤～（2005年2月9日）
- バナナマン（設楽統、日村勇紀）
  - 東京ひとりぼっち（1999年1月）
- はなわ
  - 佐賀県（2003年5月21日）
  - HANAWA ROCK（2003年10月1日）
  - 伝説の男 〜ビバ・ガッツ〜（2004年6月30日）
  - HANAWA PACK（2005年9月28日）
- 林家たい平
  - 芝浜ゆらゆら（2006年10月18日）
- ハリセンボン（箕輪はるか、近藤春菜）
  - ともだちのうた(2007年3月7日)
- ヒライケンジ
  - 大きな古時計/モテたい音頭（2006年9月6日）
- 藤井隆
  - ナンダカンダ（2000年3月8日）
  - アイモカワラズ（2000年11月1日）
  - 絶望グッドバイ（2001年12月12日）
  - ロミオ道行（2002年2月14日）
  - 未確認飛行体（2002年2月14日）
  - わたしの青い空（2004年7月7日）
  - オール バイ マイセルフ（2004年7月28日）
  - OH MY JULIET!（2005年10月19日）
  - 上海大腕（2006年4月26日）
  - 大草原の小さなマシュー（2006年9月13日）「マシュー・弦也・南」名義
- FUJIWARA（藤本敏史、原西孝幸）
  - 明日が来る前に／ものすごBaby（1994年11月23日・2000年9月1日再発売）
- ベイブルース（河本栄得、高山トモヒロ）
  - 夫婦きどり(1994年11月18日)
- ホリ
  - ホリネタ（2005年2月23日）

### ま行
- マイケル
  - マイケルンバII（2006年2月1日）

### や行
- 山崎邦正
  - ヤマザキ一番!（1998年5月27日）
- 山田花子
  - 虹色橋（1997年8月25日）「山田花子とキムラ・チャン」名義
  - ブス（1997年11月27日）
  - MOTHER（1999年8月21日）「hanaco with PUFFY」名義
- ユリオカ超特Q
  - Hage=Rap～ハゲ革命★始まりの合図～（2005年11月30日）

### ら行
- ラーメンズ（片桐仁、小林賢太郎）
  - ラーメンズの日本語学校
  - ラーメンズの新日本語学校（2006年9月）
- レイザーラモンHG
  - YOUNG MAN（2006年2月8日）
- レギュラー（西川晃啓、松本康太）
  - 愛キラキラ（2006年7月21日）「マジーとレギュラー」名義
- ロンドンブーツ1号2号（田村淳、田村亮）
  - 岬（2000年12月6日）
  - 声（2001年3月22日）
  - 存在（2002年1月30日）田村亮ソロ
  - 勝（2002年2月27日）
  - もずくん（2002年10月30日）「たむらあつし」名義で田村淳ソロ
  - 寿（2006年3月23日）

### わ行
- 渡辺直美
  - ピカル 恋がしたい（2012年3月21日）「白鳥美麗」名義

## 複合ユニット

### あ行
- WEST END×YUKI from O.P.D.（今田耕司、東野幸治、武内由紀子）
  - SO.YA.NA.（EAST END×YURI「DA.YO.NE.」のパロディソング、1995年2月22日）
- U.N.O.BAND（竹山隆範、田中卓志、山根良顕、山田一成、菊地秀規）
  - NO.1（2005年11月23日）
- エキセントリック少年ボウイオールスターズ（松本人志、浜田雅功、東野幸治、今田耕司、板尾創路、ほんこん）
  - 「エキセントリック少年ボウイ」のテーマ（1997年9月25日）
  - ダウンタウンのごっつえぇ感じ 音楽全集～「エキセントリック少年ボウイ」のテーマ他全31曲～（1997年12月15日）

### か行
- くず（山口智充、宮迫博之）
  - ムーンライト（2001年11月7日）
  - 生きてることってすばらしい（2002年10月30日）
  - くずアルバム（2003年3月26日）
  - 全てが僕の力になる!（2004年3月17日）
  - その手で夢をつかみとれ!/みんなひとりで生きてない!（2005年9月14日）
  - 夏の日々と親父の笑顔（2006年11月1日）

### さ行
- ザ!!トラベラーズ（蛍原徹、河本準一、井上聡、タカ、トシ、吉田敬、小杉竜一、徳井義実、福田充徳、石田明、井上裕介、大村朋宏、藤田憲右、川島章良、金田哲、博多華丸、博多大吉、中田敦彦、藤森慎吾、ケンドーコバヤシ、エド・はるみ、松田洋昌、鈴木Q太郎、木村卓寛、椿鬼奴、世界のナベアツ）
  - HOME TOWN（2009年9月30日）
  - 世直し journey（2010年7月14日）
- スベラーズ（岡田圭右、小島よしお、波田陽区）
  - ひとつ500円で買い取らせていただきます（2009年9月30日）

### た行
- 土田晃之&柳原可奈子
  - ケロッ!とマーチ2008（2008年02月27日）
- TKプロジェクト ガチコラ（河本準一、井上聡、徳井義実、福田充徳、大村朋宏、藤田憲右、山ちゃん、しずちゃん、川島明、田村裕、ほっしゃん。、西田幸治、哲夫、だいたひかる、久保田和靖、村田秀亮、大悟、ノブ、阿部智則、吉田大吾、まちゃまちゃ）
  - TKプロジェクトガチコラ（2006年7月5日）
- ディラン&キャサリン（なだぎ武、友近）
  - フンダリー ケッタリー（2007年11月21日）

### な行
- NO PLAN（内村光良、三村マサカズ、大竹一樹、ゴルゴ松本、レッド吉田、ふかわりょう）
  - NO PLAN（2003年12月17日）
  - 本望でございます〜芸人魂の詩Part II〜/○あげよう（2004年4月14日）
  - Oh!サマー（2005年6月15日）
  - SUMMER PLAN（2005年8月3日）
  - LAST PLAN（2006年1月25日）

### は行
- はっぱ隊（南原清隆、名倉潤、原田泰造、堀内健、大木淳）
  - YATTA!（2001年4月18日）
- 日影の忍者勝彦オールスターズ（松本人志、浜田雅功、今田耕司、東野幸治、板尾創路、ほんこん、木村祐一）
  - 日影の忍者勝彦（1998年5月25日）
- ビジトジ（児嶋一哉、渡部建、山崎弘也、柴田英嗣、小木博明、矢作兼、虻川美穂子、伊藤さおり、鈴木拓、塚地武雅、豊本明長、飯塚悟志、角田晃広、今野浩喜、高橋健一、飛永翼、大水洋介、田上よしえ、和田貴志、石川明、但野由美、上山有香）
  - ビジトジ（2005年1月24日）
- 悲愴感（田中卓志、鈴木拓、山本博）
  - 悲愴感（2008年8月23日）

### や行
- 吉本新喜劇ィズ（宇都宮まき、小籔千豊、松浦真也、金原早苗、福岡晃子）
  - luck book new joy play ?（2017年11月1日）

### ら行
- Re:Japan（松本人志、浜田雅功、東野幸治、田村淳、田村亮、藤井隆、田中直樹、遠藤章造、山田花子、間寛平、花紀京）
  - 明日があるさ
  - bittersweet samba～ニッポンの夜明け前～
- レッドシアターズ（狩野英孝、村上純、池田一真、後藤淳平、福徳秀介、川島章良、金田哲、亘健太郎、村上健志、柳原可奈子、中岡創一、コカドケンタロウ、坪倉由幸、杉山裕之、谷田部俊）
  - 風になりたい (レッドシアターズの曲)

### わ行
- 笑金オールスターズ（上田晋也、有田哲平、ヒデ、ワッキー、西川晃啓、松本康太、竹山隆範、ヒロシ、山本博、秋山竜次、馬場裕之）
  - ココロ花（2005年8月24日）